# Communauté de communes de la Veyle
Die Communauté de communes de la Veyle ist ein französischer Gemeindeverband mit der Rechtsform einer Communauté de communes im Département Ain.
Sie wurde am 8. Dezember 2016 gegründet und umfasst 18 Gemeinden. Der Verwaltungssitz befindet sich im Ort Pont-de-Veyle.

## Historische Entwicklung
Der Gemeindeverband entstand mit Wirkung vom 1. Januar 2017 aus der Fusion der Vorgängerorganisationen Communauté de communes du Canton de Pont de Veyle und Communauté de communes des Bords de Veyle.

## Mitgliedsgemeinden
| Gemeinde                           | Einwohner 1. Januar 2022 | Fläche km² | Dichte Einw./km² | Code INSEE | Postleitzahl |
| ---------------------------------- | ------------------------ | ---------- | ---------------- | ---------- | ------------ |
| Bey                                | 290                      | 2,77       | 105              | 01042      | 01290        |
| Biziat                             | 897                      | 11,39      | 79               | 01046      | 01290        |
| Chanoz-Châtenay                    | 943                      | 13,42      | 70               | 01084      | 01400        |
| Chaveyriat                         | 1.057                    | 16,87      | 63               | 01096      | 01660        |
| Cormoranche-sur-Saône              | 1.165                    | 9,85       | 118              | 01123      | 01290        |
| Crottet                            | 1.844                    | 12,12      | 152              | 01134      | 01290        |
| Cruzilles-lès-Mépillat             | 951                      | 11,84      | 80               | 01136      | 01290        |
| Grièges                            | 1.909                    | 14,87      | 128              | 01179      | 01290        |
| Laiz                               | 1.292                    | 10,31      | 125              | 01203      | 01290        |
| Mézériat                           | 2.179                    | 19,17      | 114              | 01246      | 01660        |
| Perrex                             | 861                      | 11,07      | 78               | 01291      | 01540        |
| Pont-de-Veyle                      | 1.600                    | 1,94       | 825              | 01306      | 01290        |
| Saint-André-d’Huiriat              | 671                      | 9,00       | 75               | 01334      | 01290        |
| Saint-Cyr-sur-Menthon              | 1.867                    | 16,93      | 110              | 01343      | 01380        |
| Saint-Genis-sur-Menthon            | 488                      | 11,55      | 42               | 01355      | 01380        |
| Saint-Jean-sur-Veyle               | 1.154                    | 11,21      | 103              | 01365      | 01290        |
| Saint-Julien-sur-Veyle             | 853                      | 9,84       | 87               | 01368      | 01540        |
| Vonnas                             | 3.233                    | 17,81      | 182              | 01457      | 01540        |
| Communauté de communes de la Veyle | 23.254                   | 211,96     | 110              | –          | –            |